# راگا راک
راگا راک زیر سبکی از موسیقی راک است که از موسیقی هندی تأثیرگرفته است. چه در آهنگسازی آن و چه در سازه آن از آلات موسیقی هندی مانند سیتار، تامبورا و تبلا استفاه می‌شود. واژه راگا به حالت‌های ملودیک مورد استفاده در موسیقی کلاسیک هندی اشاره دارد.
این سبک به عنوان بخشی از سایکدلیک راک در دهه ۱۹۶۰ به وجود آمد. بیشتر جٌنگ راگا راک از آن دهه سرچشمه می‌گیرد. اگرچه در دهه ۱۹۹۰ اینس بک دوباره به محبوبیت رسید.